# يوسف بن علوي
يوسف بن علوي آل إبراهيم سياسي عماني ووزير دولة سابق. شغل منصب وزير الشؤون الخارجية لسلطنة عمان لمدة تزيد عن 30 سنة ليصبح بذلك واحدًا من الوزراء المسؤولين عن السياسة الخارجية الأطول خدمة في العالم.

## نسبه
يوسف بن علوي بن عبد الله بن إبراهيم بن عبد الله بن عقيل بن عبد الرحمن بن محمد بن إبراهيم القاضي بن عبد الله بن عقيل بن عبد الله بن إبراهيم بن عمر فدعق بن عبد الله وطب بن محمد المنفر بن عبد الله بن محمد بن عبد الله باعلوي بن علوي الغيور بن الفقيه المقدم محمد بن علي بن محمد صاحب مرباط بن علي خالع قسم بن علوي بن محمد بن علوي بن عبيد الله بن أحمد المهاجر بن عيسى بن محمد النقيب بن علي العريضي بن جعفر الصادق بن محمد الباقر بن علي زين العابدين بن الحسين السبط بن علي بن أبي طالب، وعلي زوج فاطمة بنت محمد ﷺ.
فهو الحفيد 36 لرسول الله محمد ﷺ في سلسلة نسبه.

## مولده ونشأته
ولد سنة 1942 في صلالة، ثم انتقل إلى الكويت ودرس فيها وعمل لصالح العديد من الشركات والدوائر الحكوميّة الكويتيّة.

## مناصبه
اتصل به السلطان قابوس في أغسطس عام 1970 بعد شهر من تولّيه السلطة، وعُين بن علوي عضوًا في اللجنة العمانية للنوايا الحسنة الموفدة إلى العواصم العربيّة في العام 1971، ولينتقل بعدها إلى السفارة العمانية في بيروت حيث ترقّى إلى منصب سفير في يوليو من العام 1973. وفي العام 1974، تمّ تعيينه نائبًا للأمين العام لوزارة الخارجيّة.
وفي عام 1982 عين وزيرًا للدولة للشؤون الخارجية، وتمّ ترقيته وزيرا للشؤون الخارجية عام 1997. وفي أغسطس من عام 2020 تم إعفاؤه من منصب وزير الخارجية وتعيين بدر البوسعيدي بدلا منه ضمن تغييرات كبيرة شهدتها الحكومة العمانية الجديدة بقيادة السلطان هيثم بن طارق آل سعيد.

## روابط خارجية
- منح يوسف بن علوي أعلى وسام ياباني - أثير.
- يوسف بن علوي يتسلم جائزة "سانت جورج" للسلام في ألمانيا - إيلاف.
- جامع آل البيت صلالة.